# 聖家族と羊飼い
『聖家族と羊飼い』（せいかぞくとひつじかい、伊: Sacra Famiglia con un pastore, 英: The Holy Family with a Shepherd）は、盛期ルネサンス期のヴェネツィア派の画家ティツィアーノ・ヴェチェッリオが1510年ごろに制作した絵画である。油彩。現存するティツィアーノの初期作品の1つで、主題は羊飼いの礼拝から取られている。イギリスの美術コレクターであるウィリアム・ホルウェル・カーの35点の絵画コレクションに由来している。ホルウェル・カーのコレクションはロンドンのナショナル・ギャラリーの初期のコレクション形成において重要な貢献を果たしており、現在も同美術館に所蔵されている。

## 主題
ローマ皇帝アウグストゥスは人口調査の勅令を発し、聖家族は登録をすませるためガリラヤの町ナザレを出てベツレヘムへと向かった。聖母マリアがイエス・キリストを出産したのは、このベツレヘムに滞在している間であった。夫婦は飼葉桶の中に幼児キリストを寝かせていた。ところで、ベツレヘムの羊飼いたちが夜間、野宿しながら羊の群れの番をしていると御使いが現れて彼らを主の栄光で照した。羊飼いたちが恐れていると御使いは救世主が誕生したことを告げた。「お前たちは幼な子が布にくるまれて、飼葉桶の中に寝かしてあるのを見るであろう。それがお前たちに与えられたしるしである」。そこで羊飼たちは急いでベツレヘムに行って、聖家族と飼葉桶に寝かしてある幼児キリストを発見し、礼拝した。

## 作品
ティツィアーノは若い羊飼いの礼拝を受ける聖家族を描いている。ひざまずいた聖母マリアは、飼葉桶に寝かしつけていた幼児のキリストを両手で持ち上げ、飼葉桶の上で支えている。聖ヨセフは右手の上に幼児キリストの両足を乗せ、敬虔にひざまずいている羊飼いに息子の姿を提示している。飼葉桶は木の棒で編まれており、聖母マリアの背後には牛と驢馬が描かれている。画面右の遠景では、羊飼いたちにキリストの誕生を告知している飛翔する天使の姿が異時同図法的に描かれている。羊飼いの礼拝を主題とする絵画では珍しく、羊飼いは1人しか描かれていない。
構図の中心となっているのは聖ヨセフであり、ティツィアーノはおそらく人物の身振りと配置によって、聖ヨセフの重要性を強調したかったと考えられる。この点は本作品が聖ヨセフを熱心に信仰したパトロンのために描かれたものであることを示唆している。聖ヨセフ信仰は特に北イタリアで宣伝され、聖ヨセフに捧げられた兄弟団によって発注された祭壇画では、しばしば聖ヨセフに同様の焦点が与えられている。もっとも、本作品は家庭における信仰のために制作された可能性が高い。
人物像は解剖学的な正確さを欠いている。聖ヨセフは頭部が胴体に対して大きく、頭部の付け根も不自然である。これに対して聖母の頭部は逆に小さく、また聖母の身体は衣服の襞で覆い隠され、その身体性はほとんど感じられない。これらの点は、ティツィアーノが人物像を描く訓練を受けていないことを明示しており、本作品が最初期の作品であることを示唆している。過去には帰属が疑われたこともあり、その際にはパリス・ボルドーネの名前が挙がっている。ティツィアーノは母子の思いやりのある表情を聖母の頭部と幼児の体を包む柔らかい白のリネンで強調している。加えて若い羊飼いに白い衣服を用いることで、母子を包む白のリネンとバランスを取っている。この点はティツィアーノが最初期の段階から色彩と構図を合わせて構想したことを示している。

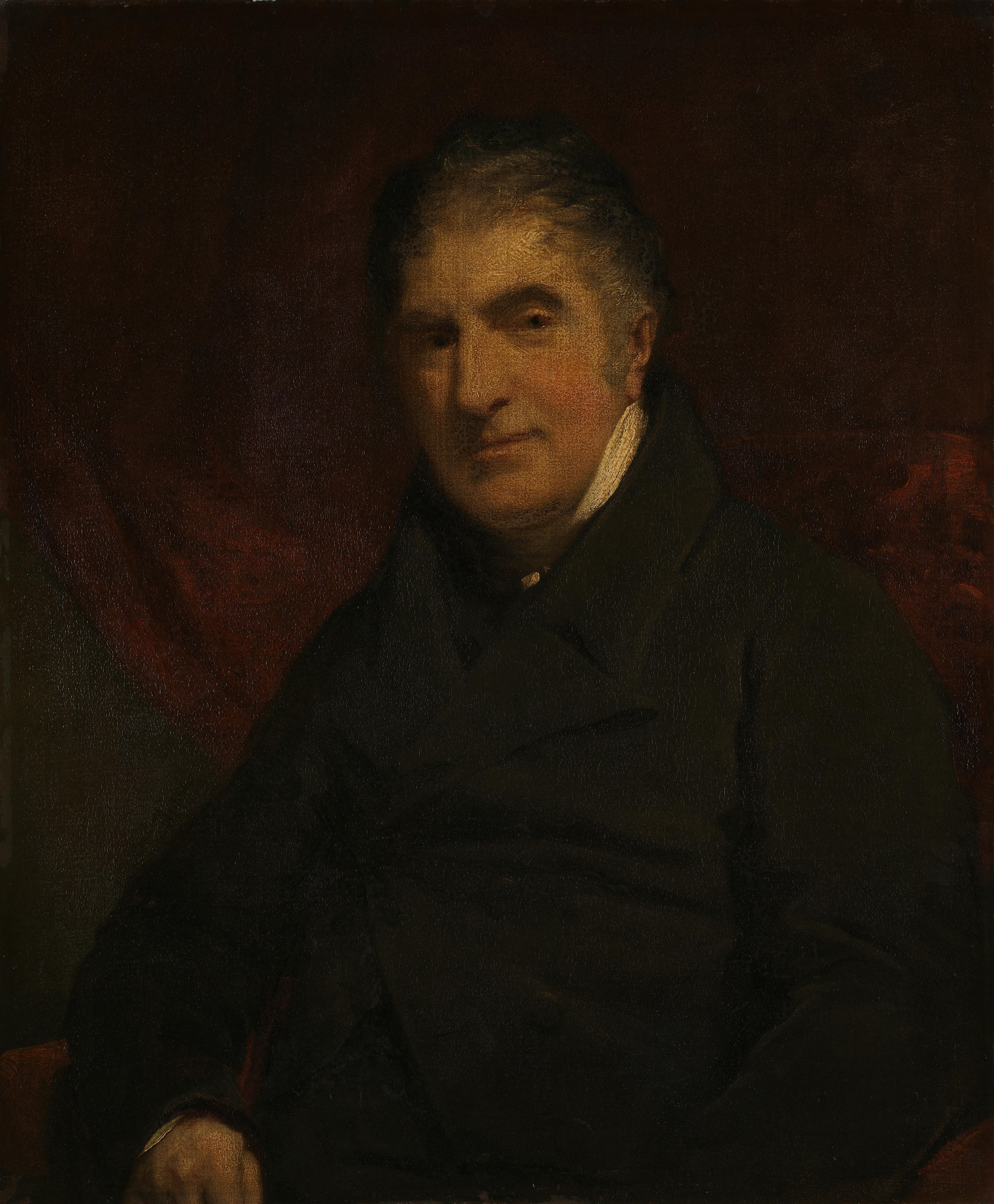
ウィリアム・ホルウェル・カー。ジョン・ジャクソンによる1827年の肖像画。ナショナル・ギャラリー所蔵。

絵画はジョヴァンニ・ベッリーニの影響を示しているが、瞑想的な様式と雰囲気のある風景はジョルジョーネの作品とより密接に関連している。特に画面左の夜明けの空を背景に、低木や雑草のシルエットが描かれた暗い土手は、ジョルジョーネの作品でしばしば使用される舞台装置である。しかし、人物と襞のある布地の様式はジョルジョーネよりも記念碑的で大胆である。
ティツィアーノの最初期の作品の制作年代や制作された順番を特定することは困難であるが、1510年から1511年ごろに描かれた他の作品といくつかの類似点が指摘されている。
風景の大部分、とりわけ画面左側は摩擦で痛んでおり、聖母の青いマントの影は深みが失われ、平坦に見える。聖ヨセフのローブも紫色のグレーズが失われている。

## 来歴
絵画は1693年にローマのボルゲーゼ宮殿で記録され、18世紀末まで所蔵されていた。絵画をイギリスにもたらしたのは、ナポレオンによるイタリア侵攻の際に、ローマの貴族から作品を入手した同国の美術コレクターのウィリアム・ヤング・オットリーである。絵画は1801年にロンドンで競売にかけられ、ウィリアム・ホルウェル・カーの手に渡った。ホルウェル・カーが1830年12月24日に死去すると、半年後の1831年にカーのコレクションはナショナル・ギャラリーに遺贈された。

## ギャラリー
ウィリアム・ホルウェル・カーのコレクションからナショナル・ギャラリーに入った絵画。

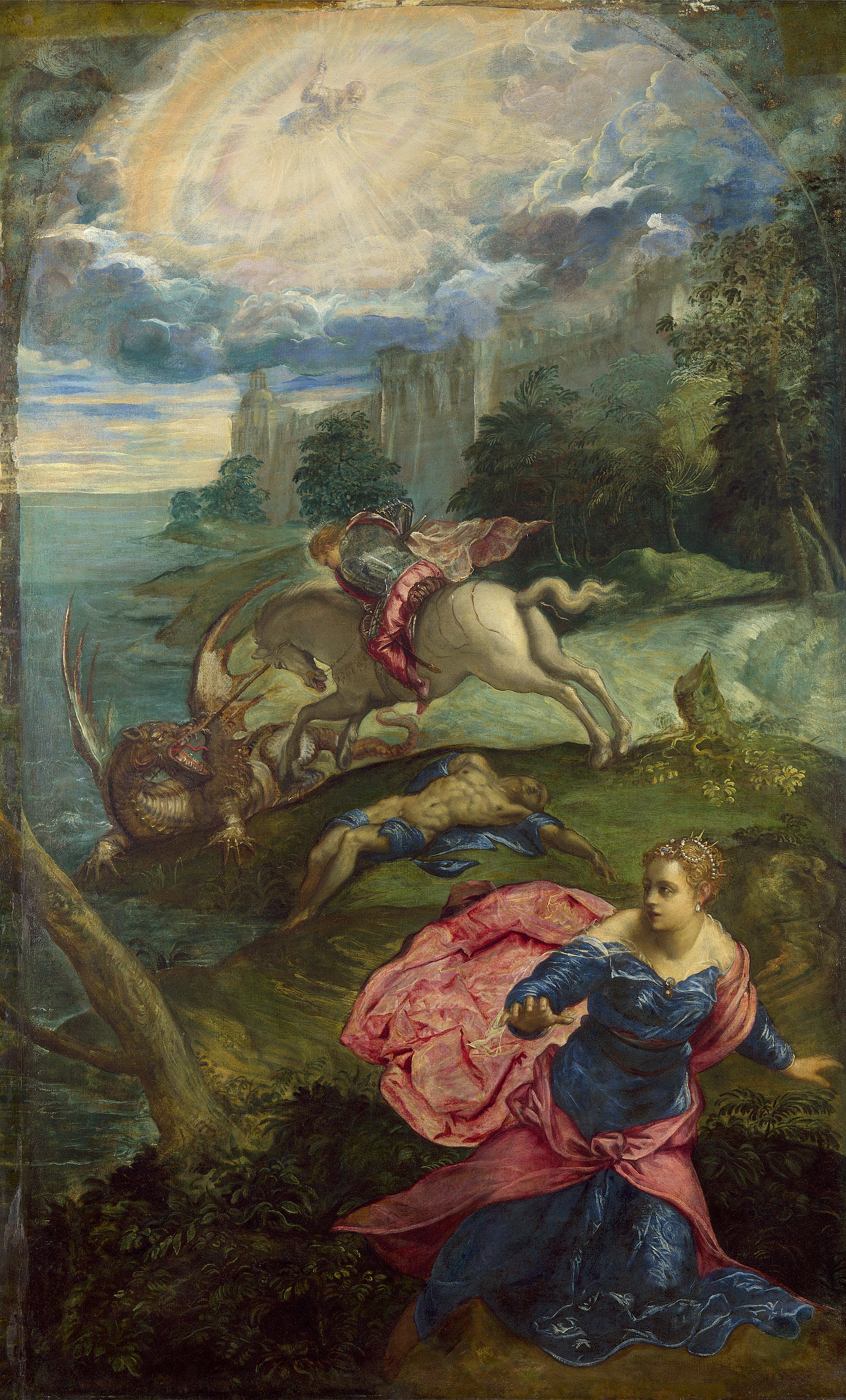
ティントレット『聖ゲオルギウスと竜』1558年
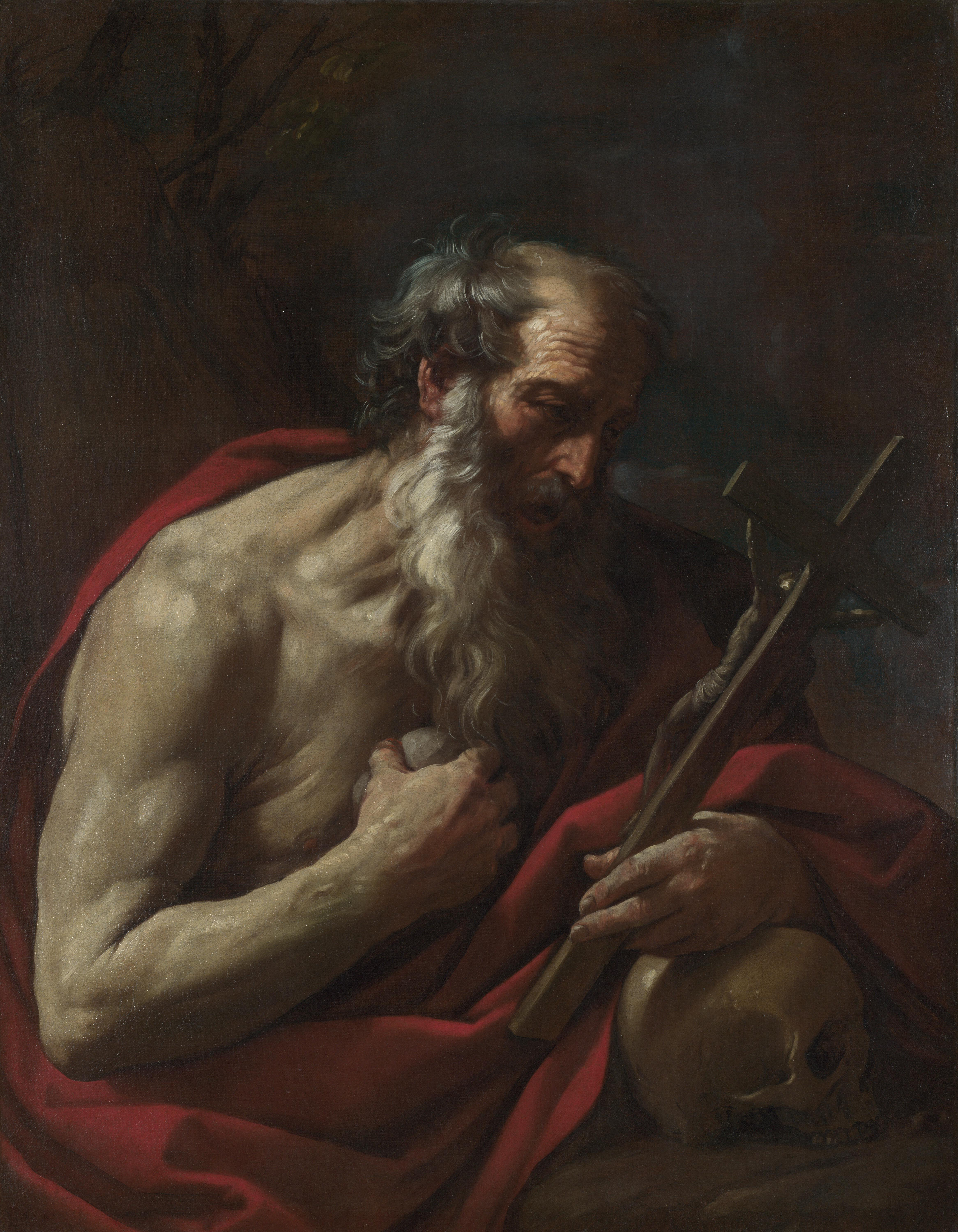
グイド・レーニ『聖ジェローム』1625年-1626年
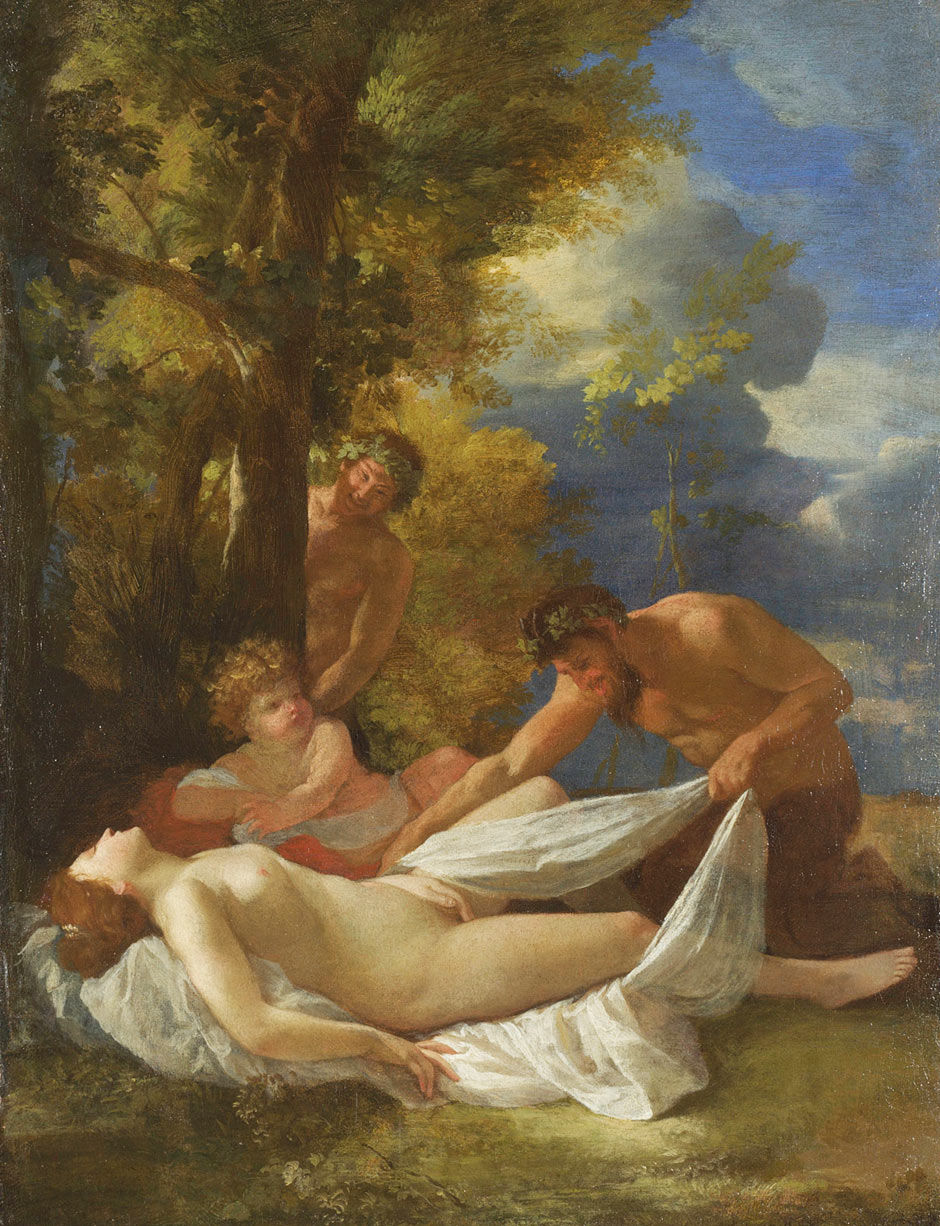
ニコラ・プッサン『ニンフとサテュロス』1627年ごろ
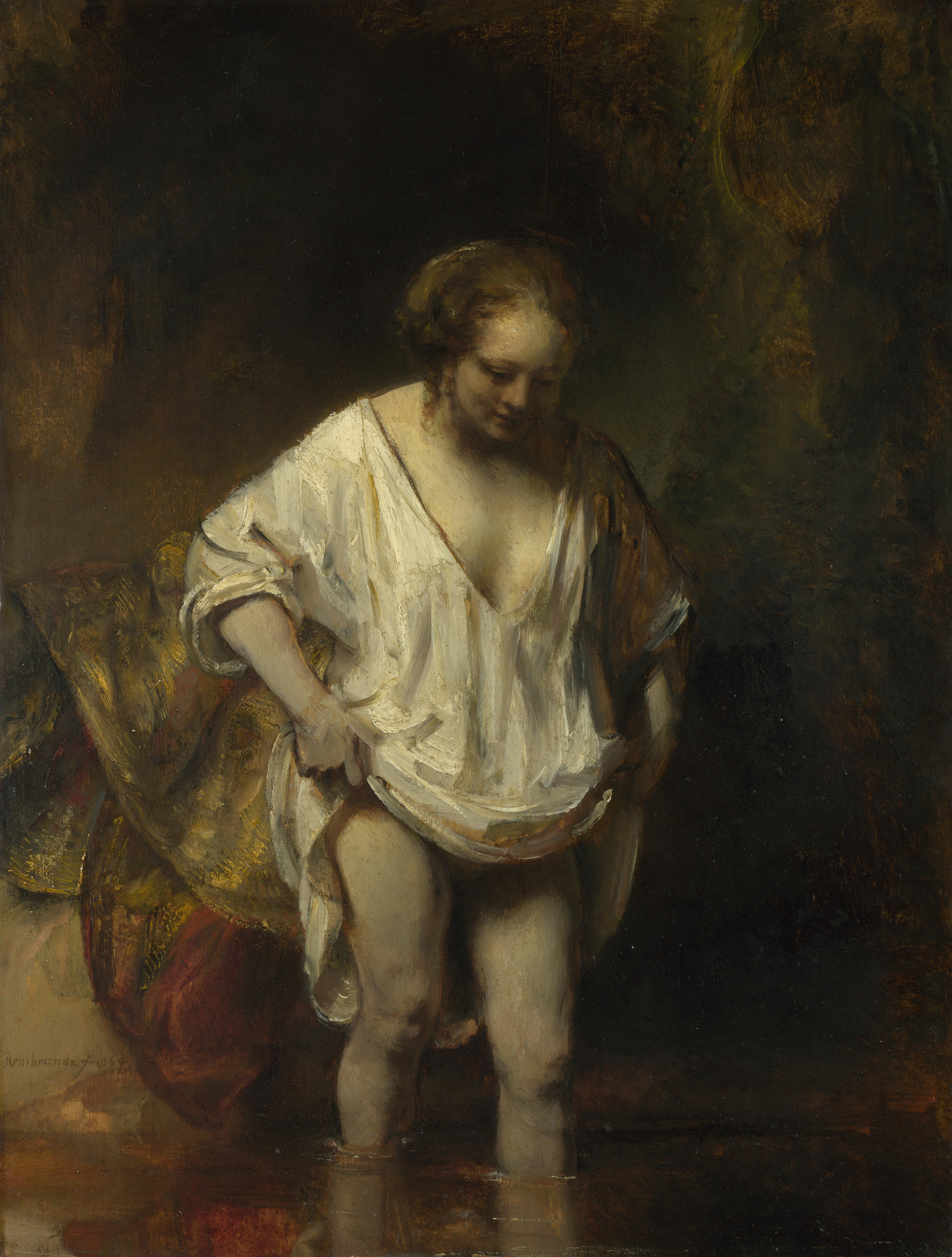
レンブラント・ファン・レイン『水浴する女』1654年